# Скална камерна гробница (Лете)
Скалната камерна гробница (на гръцки: Λαξευτός μονοθάλαμος καμαροσκεπής τάφος) е древномакедонско подземно погребално съоръжение от III - II век пр. Хр., разположено в некропола на античния град Лете, в местността Дервент (Дервени) днес в Северна Гърция.

## История
Гробницата е открита случайно през февруари 1986 година, при разширяване на магистралата Солун - Кавала.

## Описание
Представлява еднокамерна, изкопана в скалата гробница с елипсоиден свод. Планът е правоъгълен и размерите ѝ са 3,30 x 3,10 m. Към нея води стръмен дромос от юг дълъг 8,50 m и широк 1,70 m. Долната част на входа е била блокирана от шистови блокове и запълнена с останки на височина 1 m и внимателно затворена с камъни.
В погребалната камера има им три ложета (клинета), разположени П-образно. Вероятно мъртвите са били положени върху дървени легла, тъй като са открити няколко железни пирона. Гробницата е открита ограбена. Според погребалните дарове - две глави от женски фигурки, два миниатюрни скифоса, ойнохое с черна глазура и два унгвентария - гробницата е употребена за пръв път в III - II век пр. Хр. След ограбването ѝ гробницата е оставена отворена и постепенно е запълнена.
По-късно в през тунел в покрива в гробницата са хвърлени трупове без никакви погребални дарове. Преброени са поне 70 тела с различими следи от мъчение с остри инструменти по костите и черепите. Според археометричните проучвания този епизод вероятно датира в VI - VII век, когато Солун е подложен на периодични нападения от авари и славяни. Поради масовостта на гроба, отсъствието на прилично погребение и осакатяването на телата, те вероятно са били на врагове.